# Honjō Suzu
Honjō Suzu (本庄 鈴 (Bản-Trang Linh) 12 tháng 1 năm 1997 –) là một nữ diễn viên khiêu dâm và người mẫu khỏa thân người Nhật Bản. Cô thuộc về công ti C-more ENTERTAINMENT.

## Sự nghiệp
Trước đây cô ngưỡng mộ Asuka Kirara và đã làm việc cho một công ty sản xuất phim khiêu dâm, tuy nhiên cô lưỡng lự về việc ra mắt ngành, và lưỡng lự về việc phải khỏa thân. Tuy nhiên hãng phim SOD Create đã thuyết phục cô, và mở chiến dịch "10000 lượt đặt hàng trước để một cô gái cực kì xinh đẹp ra mắt ngành phim khiêu dâm?" (予約1万本で超絶美少女がAVデビュー!?) vào tháng 1/2018. Số lượt đặt trước đã đạt được trước hạn ngày 28/2, và cô đã quyết định ra mắt ngành.
Ảnh khỏa thân che ngực đầu tiên của cô trước khi ra mắt ngành đã được đăng lên tạp chí Playboy hàng tuần số ngày 5/3. Ngày 9/3, việc cô ra mắt ngành được thông báo đến công chúng tại SOD AWARD 2018. Phim đầu tiên của cô sau khi ra mắt sẽ được phát hành ngày 26/4. Trong phim này, cô có một đôi cánh và hiệu ứng bay lên đã được chỉnh sửa bằng CGI.

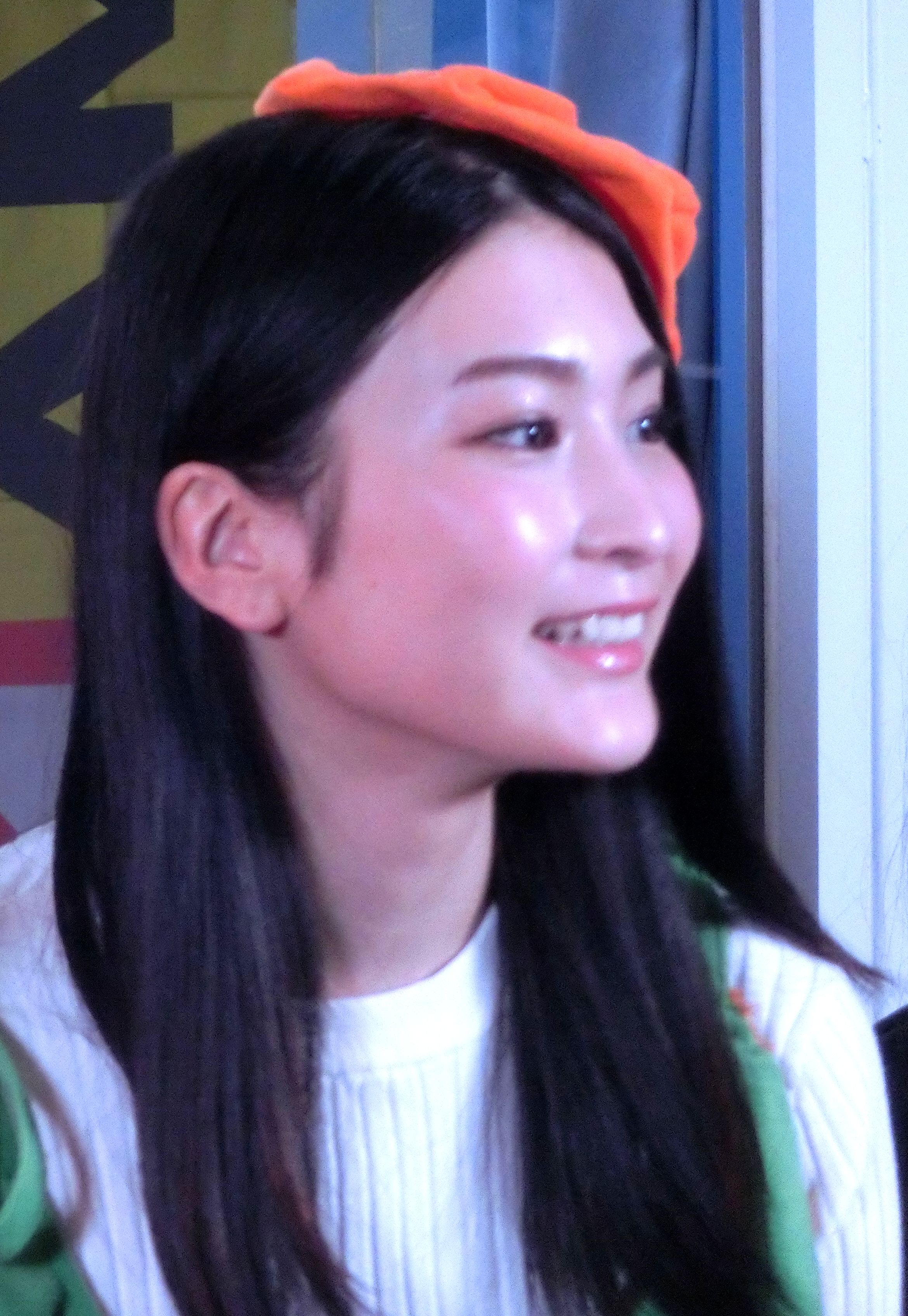
Suzu tại sự kiện dọn dẹp Halloween SOD Shibuya (năm 2018)

Cô xuất hiện lần đầu trong mục ảnh khỏa thân trên tạp chí phụ nữ an・an của Magazine House số ngày 22/8/2018 và được phát hành ngày 8/8/2018.

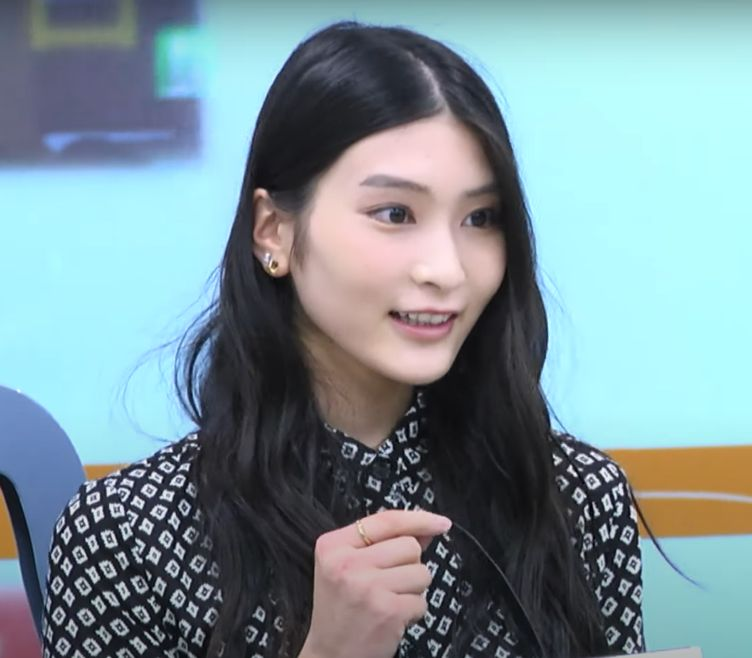
Suzu tại một sân bay ở Đài Loan (2019)

Vào ngày 1/3/2019, cô được đề cử cho giải Nữ diễn viên mới xuất sắc nhất tại Giải thưởng phim người lớn FANZA 2019. Ngày 21/3, cô nhận giải Người mới đến xuất sắc nhất tại SOD AWARD 2019.。Tại Giải thưởng phim người lớn FANZA, cô đã trượt giải Nữ diễn viên mới, tuy nhiên vào ngày 12/5, phim của cô "Honjō Suzu cảm ơn tất cả các bạn AV DEBUT" (本庄鈴 みなさまのおかげです。AV DEBUT) đã nhận giải Hình ảnh xuất sắc nhất (trong mục bán hàng qua bưu điện).
Tháng 6/2020, cô được chọn làm 1 trong 10 người đẹp khỏa thân được chọn lọc bởi GRAPHIS, và ảnh áo tắm mới chụp của cô được đăng trong tạp chí hàng tuần.
Ngày 27/11, cô đã biểu diễn trực tiếp trên sân khấu với tư cách là ca sĩ solo tại sự kiện "LADY MADONNA-phiên bản mở rộng～I saw her standing there～Lúc đó trái tim tôi đã bị đánh cắp～" (LADY MADONNA-拡大版-I saw her standing there～その時ハートは盗まれた～) tổ chức tại CLUB-CHITTA Kawasaki. Tháng 12 cùng năm, cô xếp thứ 14 trong bảng "FLASH 2020 BEST 100 diễn viên đang hoạt động gợi cảm nhất" được bầu chọn bởi độc giả.
24/8/2021, cô biểu diễn độc tấu tại Sangenjaya Grapefruit Moon ở Tokyo.
Tháng 12 cùng năm, cô xếp thứ 13 trong bảng xếp hạng nữ diễn viên gợi cảm 2021 trên tạp chí FLASH của Kobunsha.
13-14/9/2022, cô xuất hiện với tư cách ca sĩ tại "Buổi kỉ niệm 10 năm Millegen LIVE Sweet Memories" được tổ chức tại Ruido Harajuku ở Tokyo. Ngày 24/9, cô đã đi trên sàn diễn tại sự kiện Asia Pacific Collection được tổ chức tại Đại sảnh Kanda Myōjin với tư cách là một trong những đại diện của những người làm trong ngành công nghiệp khiêu dâm.
26/12/2022, trong bảng xếp hạng bán hàng qua bưu điện của FANZA hàng tuần, phim của cô "Kỉ niệm 15 năm SOD star! Tổng hợp SEX ra mắt ngành của 18 nữ diễn viên ngôi sao được tuyển chọn kĩ càng!" (SODstar15周年記念！厳選した人気スター女優18名 デビューSEX集めました!) đã xếp thứ nhất.
22/5/2023, buổi biểu diễn độc tấu thứ 5 của cô đã được tổ chức tại Sangenjaya Grapefruit Moon ở Tokyo. Ngày 25/5, cô đã không dùng tóc giả và nhuộm tóc lần đầu cho vai diễn kỉ niệm 5 năm ra mắt ngành trong phim "Một gyaru có sức ảnh hưởng đến từ quận Minato dâm đãng thực hiện các hành động P với những ông chú thích liếm" (港区の舐め好きおじさん達とP活して、性処理ペット化のギャルインフルエンサー).

## Đời tư
Cô sinh ra và lớn lên trên một trang trại nho. Lần đầu cô quan hệ tình dục là vào năm 2 trung học. Số người cô đã quan hệ trước khi vào ngành là 3.
Cô không thích các món ăn hình quả dài nhọn như đậu tuyết. Món ăn yêu thích của cô là bánh ngọt và sashimi.
Cô đã tự đặt tên diễn cho mình. Mục tiêu cuối cùng của cô là trở thành một "người mẫu được cả thế giới săn đón".
Cô nói rằng xông hơi là cách chăm sóc da đẹp tốt, và từ ngày 17/3/2021, một chương trình chủ đề xông hơi đã được cô phát hành trên kênh truyền hình CS. Cô là một người nghiện xông hơi vì từ nhỏ cô đã toát mồ hôi gần như mỗi ngày trong các hoạt động câu lạc bộ khi học trung học cơ sở và trung học, nên sau khi tốt nghiệp cô có cảm giác thèm toát mồ hôi và đã được giới thiệu về xông hơi. Cô nói rằng lặp đi lặp lại quy trình xông hơi và tắm nước mát giúp cải thiện lưu lượng máu và làm đầu óc tỉnh táo.
Trong cuốn sách tạp chí "Sauna Taishū" của Futabasha phát hành ngày 13/9/2022, cô đã phát hiện ra rằng bản thân là người yêu thích xông hơi kiểu thời Chiêu Hòa trong cuộc trò chuyện với Terry Itō, người yêu thích xông hơi kiểu thời Lệnh Hòa.
Kể cả khi chuẩn bị đóng vai, cô luôn cố gắng rèn luyện kĩ năng ghi nhớ hình ảnh của mình. Kể từ khi bước lên sân khấu năm 2019, cô cũng đã làm việc với tư cách là diễn viên sân khấu và đóng phim thông thường. Điều này là vì cô muốn học diễn xuất sau khi diễn trong phim khiêu dâm có các tình tiết thị phi ngoài đời. Ngay cả trong ngành phim khiêu dâm, cô cũng được biết đến vì diễn xuất tốt, ví dụ như khi đóng vai "gyaru nổi tiếng" trong phim kỉ niệm 5 năm vào ngành.
Tại SOD, cô cũng được gọi là "Người đẹp võ thuật ngầu" và "giống Getters White" trong các chương trình.